# Christian Routouang Mohamed Ndonga
Routouang Mohamed Ndonga Christian, né le 1er octobre 1990 à N'Djaména, est un haut cadre de l'administration et homme politique  tchadien. Il était Ministre de la jeunesse et des sports,.

## Biographie
Après l'obtention d'un baccalauréat scientifique, il fait son entrée à Wintech Professionnal University de Ghana et obtient un diplôme en ingénierie de maintenance industrielle avec une spécialisation en instrumentation et une licence en Géoscience et Environnement option ingénierie du Réservoir, puis une Maîtrise en Maintenance Industrielle.Il est également titulaire d'un Master en Management de la Performance de l'Administration à l'École Nationale d'Administration du Tchad.
En 2013, il s'engage dans le développement civique et social de la jeunesse, et fonde l'association «Protégeons l’Environnement» afin de lutter contre le changement climatique au Tchad,.
En 2015, il cofonde avec plusieurs autres jeunes leaders tchadiens, le réseau des jeunes pour le développement et le leadership au Tchad (RJDLT). Dont l'objectif est de promouvoir le leadership et l'entrepreneuriat pour un développement durable au Tchad. Une organisation qu'il assure sa coordination jusqu'à sa nomination en juillet 2020 comme ministre de la Jeunesse et des sports.
En 2020, il est nommé Ministre de la Jeunesse et des Sports sous la présidence d’Idriss Déby Itno, puis reconduit dans le tout premier gouvernement de transition militaire avec un portefeuille élargi incluant la Promotion de l’Entrepreneuriat,. Il quitte le gouvernement en février 2022.
En 2022, il est nommé président du conseil d'administration de la société nationale de ciment ( SONACIM). Il remplace ainsi Adoum Younousmi.
Depuis 2023, il dirige le cabinet de conseil en développement et d’investissement (Cabinet CCDI), où il développe des stratégies innovantes et veille à la durabilité des activités.
Il occupe également les fonctions de Coordonnateur National de Tokna Massana et de Président de la Commission de Supervision du Festival Tokna Massana 2025,.
Il est Ambassadeur Entreprise for Peace de One Young World et classé parmi les 100 jeunes leaders africains les plus influents par Choiseul100 Africa en 2023 et 2024,.